# لا يكن لك آلهة أخرى أمامي
لَا يَكُنْ لَكَ آلِهَةٌ أُخْرَى أَمَامِي (بالعبرية: לא יהיה־לך אלהים אחרים על־פני) هي واحدة من الوصايا العشر في الكتاب المقدس العبري، والتي تحدد طبيعة العلاقة بين بني إسرائيل، والرب إله إسرائيل، وهو العهد الذي بدأه الرب بعد أن أخرج بني إسرائيل من العبودية من خلال ضربات مصر والتيه.
بشكل عام الوثنية هي إلصاق الصفات الإلهية لأي شيء مخلوق. وفي العصور القديمة كانت تكثر عبادة أو تكريم الآلهة الأخرى. ووفقا لسفر التثنية، فقد تم تحذير الإسرائيليين بشكل صارم من عدم تبني أو قبول أو التكيف مع أي من الممارسات الدينية للشعوب المجاورة لهم. ولكن بني إسرائيل قاموا بانتهاك هذه الوصية العديد من المرات، وقاموا بعبادة «الآلهة الأجنبية» ونزلت بهم الكثير من العقوبات الإلهية بسبب ذلك. حتى أن الأسر البابلي نفسه وضياع تابوت العهد وألواح موسى يعتبرها الكتاب المقدس بمثابة عقوبات إلهية لقيام بني إسرائيل بمشاركة الشعوب الأخرى في معبوداتهم وآلهتهم.
يضيف العهد الجديد على هذه الوصية أمور أخرى غير الإيمان والاعتراف بالرب وحده، بل يقول أن هذا الإيمان يجب أن يشمل محبة الإله الواحد، وليس فقط الاعتراف أو الإقرار الظاهري. فيقول يسوع في الأناجيل: «تُحِبُّ الرَّبَّ إِلهَكَ مِنْ كُلِّ قَلْبِكَ، وَمِنْ كُلِّ نَفْسِكَ، وَمِنْ كُلِّ قُدْرَتِكَ، وَمِنْ كُلِّ فِكْرِكَ، وَقَرِيبَكَ مِثْلَ نَفْسِكَ»، وتوصف هذه الوصية بأنها الوصية الأعظم [الإنجليزية]، يعتبر اللاهوتيون المسيحيون أن هذه الوصية تنطبق في العصر الحديث وتحظر عبادة الأصنام، ويحذرون من السعي إلى النشاط الروحي أو الإرشاد من أي مصدر آخر (مثل السحر والفلك). ويثني التعليم المسيحي الكاثوليكي على أولئك الذين يرفضون حتى محاكاة مثل هذه العبادة في أي سياق ثقافي، لأن «واجب تقديم العبادة الأصيلة لله يخص الإنسان كفرد وككائن اجتماعي».